# Lomträsk
Lomträsk är en by i Överkalix kommun. Byn ligger i Överkalix socken cirka 30 kilometer öster om Överkalix, strax norr om riksväg 98 och på tre sidor om sjön Lomträsk som ligger i Pilkåns vattenflöde i Kalixälvens avrinningsområde. Byn ligger drygt 50 meter över havet.
Det finns ett drygt 20-tal hus i byn men inte många fastbönde. År 1990 klassades Lomträsk som en småort 59 invånare och 1995 hade folkmängden minskat till 55 personer. Vid småortsindelningen år 2000 var antalet invånare mindre än 50 personer vilket innebar att Lomträsk förlorade sin småortsstatus. Under 2017 lade Skanova ner det kopparbaserade telenätet på orten.